# Music from Our Soul
Music from Our Soul ist ein Jazzalbum von Charnett Moffett. Die 2014/15 entstandenen Aufnahmen erschienen am 19. Mai 2017 auf Motéma Music.

## Hintergrund
„Music from Our Soul“ ist im Wesentlichen eine Sammlung von Studio-Aufnahmen und Live-Auftritten in New York, Seattle und Berlin, die einiges von dem dokumentiert, was Moffett seit der Veröffentlichung seines 2013 erschienenen Albums Spirit of Sound gemacht hat, notierte Philip Booth. Die Entstehung des Projekts ging von einer Studio-Session im Jahr 2014 aus, bei der der Bassist von einem langjährigen Mitarbeiter, dem Gitarristen Stanley Jordan und dem Schlagzeuger Mike Clark begleitet wurde. Bei dieser Gelegenheit entstand eine schnelle Version von Miles Davis’ „So What“, mit einem Solo Jordans; das hypnotische, Wah-Wah-verstärkte „Love in the Galaxies“; und das kurze, unbegleitete Stück „Celestial Dimensions“, bei dem Moffett hart geschlagene Figuren mit Bogenstrichen abwechselt. Neben Jordan und Clark nahm Charnett Moffett weiteres Material in wechselnden Besetzungen auf, darunter der Saxophonist Pharoah Sanders auf vier Live-Stücken sowie Cyrus Chestnut (Piano) und Jeff „Tain“ Watts bzw. Victor Lewis am Schlagzeug.

## Titelliste
- Charnett Moffett: Music from Our Soul (Motéma MTM-227)[1]

1. Music from Our Soul	3:56
2. Freedom	5:23
3. Mood Indigo	(Barney Bigard, Duke Ellington) 7:05
4. So What? (Miles Davis) 3:41
5. Come And Play	5:08
6. Love in the Galaxies	3:39
7. We Are Here to Play	4:38
8. Mediterranean	4:58
9. For Those Who Know	5:29
10. Just Need Love	6:57
11. Celestial Dimensions	1:02
12. Sound World Suite	2:56
13. Freedom Swing	5:27
14. Love For the People Encore	0:35

Wenn nicht anders vermerkt, stammen die Kompositionen von Charnett Moffett.

## Rezeption
Philip Booth schrieb in JazzTimes, Moffetts treffend betitelte 14. Veröffentlichung zeige den freigeistigen, Groove-intensiven Ansatz, den er in den vorangegangenen Jahren mit seiner Musik verfolgt habe, auf praktische Weise demonstriert. Es sei ein überzeugendes Album elektrisch-akustischer Musik, verspielt, aber durchaus ernsthaft und manchmal herausfordernd.
John Fordham schrieb im The Guardian, Moffetts nachhallendes elektrisches Summen und perkussives Donnern (eine Mischung aus Jaco Pastorius und Eberhard Weber) würden sich mit akustischen Feinheiten wie seinem Intro zu einem tempowechselnden „Mood Indigo“ mischen, und es gebe an John Coltrane erinnernde Klagelaute und haarsträubende abstrakte Blitze von Pharoah Sanders, eher glatte Lyrik von Jordan und temperamentvolle Übergänge von Akkord-betontem Swing bis zum spritzigen Free Jazz von Chestnut. Anklänge an Weather Report, Bollywood-Pop und eingängige mediterrane Tänze würden sich zu dem fesselnden Versuch Moffetts vereinen, eine lange und kurvenreiche persönliche Reise in einer Reihe aufschlussreicher Geistesblitze zu umspannen.